# Max Steel (Film)
Max Steel ist ein Science-Fiction-Film von Stewart Hendler, der am 14. Oktober 2016 in die US-amerikanischen Kinos kam. Der Film basiert auf der gleichnamigen Sci-Fi-Animations-Serie von 2013.

## Handlung
Der Teenager Max McGrath zieht mit seiner Mutter zurück in die Stadt Copper Canyon, in der Max’ Vater als Wissenschaftler gearbeitet hatte. Kurz nach Max’ Geburt war er bei einem mysteriösen Unfall zu Tode gekommen. An seiner neuen Schule passieren mit Max plötzlich seltsame Dinge. Sein Körper beginnt Energieschübe zu erzeugen, die er nicht kontrollieren kann. Die unbeherrschbare Macht wird schließlich so stark, dass sich seine Mitmenschen von ihm distanzieren. So auch Sofia, das Mädchen, in das er verliebt ist. Bald schon verletzt ihn die Energie, die sein Körper produziert, so stark, dass er beinahe stirbt. Steel, eine außerirdische kybernetische Lebensform, rettet ihn kurz bevor er das Bewusstsein verliert. Die beiden entdecken, dass sie die Energie steuern können, wenn sie miteinander verbunden sind. Max und das außerirdische Wesen gehen eine Symbiose ein und werden zum Superhelden Max Steel. Die beiden ungleichen Freunde beginnen bald die Geheimnisse um den Tod von Max Vater aufzudecken und müssen gemeinsam den Kampf gegen geheimnisvolle Kräfte aufnehmen, die die Welt bedrohen.

## Produktion

### Produktionsgeschichte
Der Film basiert auf der gleichnamigen Animations-Serie, die zwischen 2013 und 2017 produziert wurde. Bereits am 12. Juli 2009 wurde bekannt, dass Paramount Pictures von Mattel die Filmrechte an der Figur Max Steel erworben hatte und Joe Roth den Film produzieren soll. Letztlich wurde der Film von Bill O’Dowd und Julia Pistor, die für Mattel arbeitet, produziert, und Dolphin Films und Mattel Playground Productions fungierten als Ko-Produzenten.

### Besetzung und Synchronisation
Die Hauptrolle von Max McGrath wurde mit dem zuvor überwiegend in Nebenrollen von Fernsehserien beschäftigten Nachwuchsschauspieler Ben Winchell besetzt. Maria Bello spielt im Film seine Mutter Molly und Ana Villafañe den Teenager Sofia Martinez.
Der Schauspieler Josh Brener synchronisiert im Film die außerirdische Lebensform Steel.

### Dreharbeiten
Die Dreharbeiten wurden am 29. April 2014 in Wilmington im Südosten des US-Bundesstaates North Carolina begonnen. In der am Cape Fear River gelegene Hafenstadt drehte man unter anderem vor der Cape Fear Memorial Bridge und in der ebenfalls am Fluss gelegenen Sweeney Water Treatment Plant in der 5th Avenue, einer Wasseraufbereitungsanlage der Stadt. Die Hoggard High School diente der Copper Canyon High School im Film als Kulisse. In der Downtown von Wilmington fanden die Dreharbeiten in der Front Street, um die Second Street und Dock Street herum und in der Betten Court Alley statt. Weitere Szenen wurden in einer alten Zementfabrik in Castle Hayne gefilmt. Ende Mai 2014 wurden die Dreharbeiten beendet.

### Marketing und Veröffentlichung
Im August 2016 erschien ein erster Trailer zum Film.
Der Film kam am 14. Oktober 2016 in die US-amerikanischen Kinos. Dort konnte er bei 10 Millionen US-Dollar Produktionskosten gerade einmal 3,8 Millionen einspielen, weswegen der Film als Flop gilt und in Deutschland direkt auf DVD erschien.

## Rezeption

### Kritiken
Der Film konnte bisher keinen der 21 Kritiker bei Rotten Tomatoes überzeugen.

„[…]Selbst von einem Serienpiloten für Super RTL hätten wir uns einen aufregenderen Showdown erwarten – und für einen Hollywood-Superheldenfilm (selbst mit knapp bemessenem Budget) ist solch ein Schlusspunkt absolut inakzeptabel. Fazit: Hanebüchen, austauschbar, langweilig – spätestens in den Zeiten des Marvel Cinematic Universe können wir auf einen derart blassen Superhelden wie Max Steel gut verzichten. “

### Einspielergebnis
Die weltweiten Einnahmen des Films aus Kinovorführungen belaufen sich bislang auf 6,27 Millionen US-Dollar und liegen damit deutlich unter dem Produktionsbudget von geschätzten 10 Millionen US-Dollar.